# Hemyda
Hemyda (лат.) — род тахин подсемейства фазии.

## Описание
Мухи длиной 7−11 мм. Глаза и скулы голые. Хоботок короткий. Нижний край лица плоский или слабо выступающий вперед. Ариста усиков почти голая. Высота щёк составляет 1/10 от высоты глаза. Задний край глаз с выступом. Затылок покрыт в основном бледными щетинками. Крылья прозрачные. Костальная жилка со щетинками. Ноги в основном чёрного или тёмно-коричневого цвета, иногда частично желтые. Брюшко овальное или цилиндрический. Стерниты брюшка открыты. У самок на четвёртом стерните имеется направленный назад вырост.

## Классификация
Наиболее близким родом является Phania. В состав рода включают девять видов.
- Hemyda aurata Robineau-Desvoidy, 1830
- Hemyda conopoides Guimarães, 1979
- Hemyda decumata Reinhard, 1958
- Hemyda deqinensis Wang, Zhang & Wang, 2015
- Hemyda dominikae Draber-Mońko, 2008[4]
- Hemyda hertingi Ziegler & Shima, 1996
- Hemyda obscuripennis (Meigen, 1824)
- Hemyda vittata (Meigen, 1824)
- Hemyda zonula Reinhard, 1955

## Биология
Паразиты клопов-щитников Arma cursor, Dinorhynchus dybowskyi, Troilus luridus и Picromerus bidens. Имаго встречаются на цветках травянистых и кустарниковых растений. Вид Hemyda aurata развивается в теле имаго клопов рода Podisus.

## Распространение
Представители рода встречаются в Евразии в Северной (США, Канада, Мексика) и Южной Америке (Бразилия).